# Villa Knopf
La villa Knopf est un immeuble de style Jugendstil/Art nouveau faisant partie de la Neustadt, un quartier de Strasbourg. Il a été construit en 1904-1905 par les architectes Gustave Krafft et Jules Berninger pour la famille Knopf, propriétaire d'un magasin du centre de Strasbourg.
Jusqu'en 1994 et son déménagement dans le bâtiment Escarpe sur le campus de l'université de Strasbourg, la villa a hébergé le Centre universitaire d'enseignement du journalisme.
Après s’être appelé IHEE (Institut des hautes études européennes), l'institution est devenue une composante de Sciences Po Strasbourg. Les études dispensées dans ces murs se composent de sciences politiques et d'études européennes, autour de questions politiques, historiques et juridiques.

## Galerie

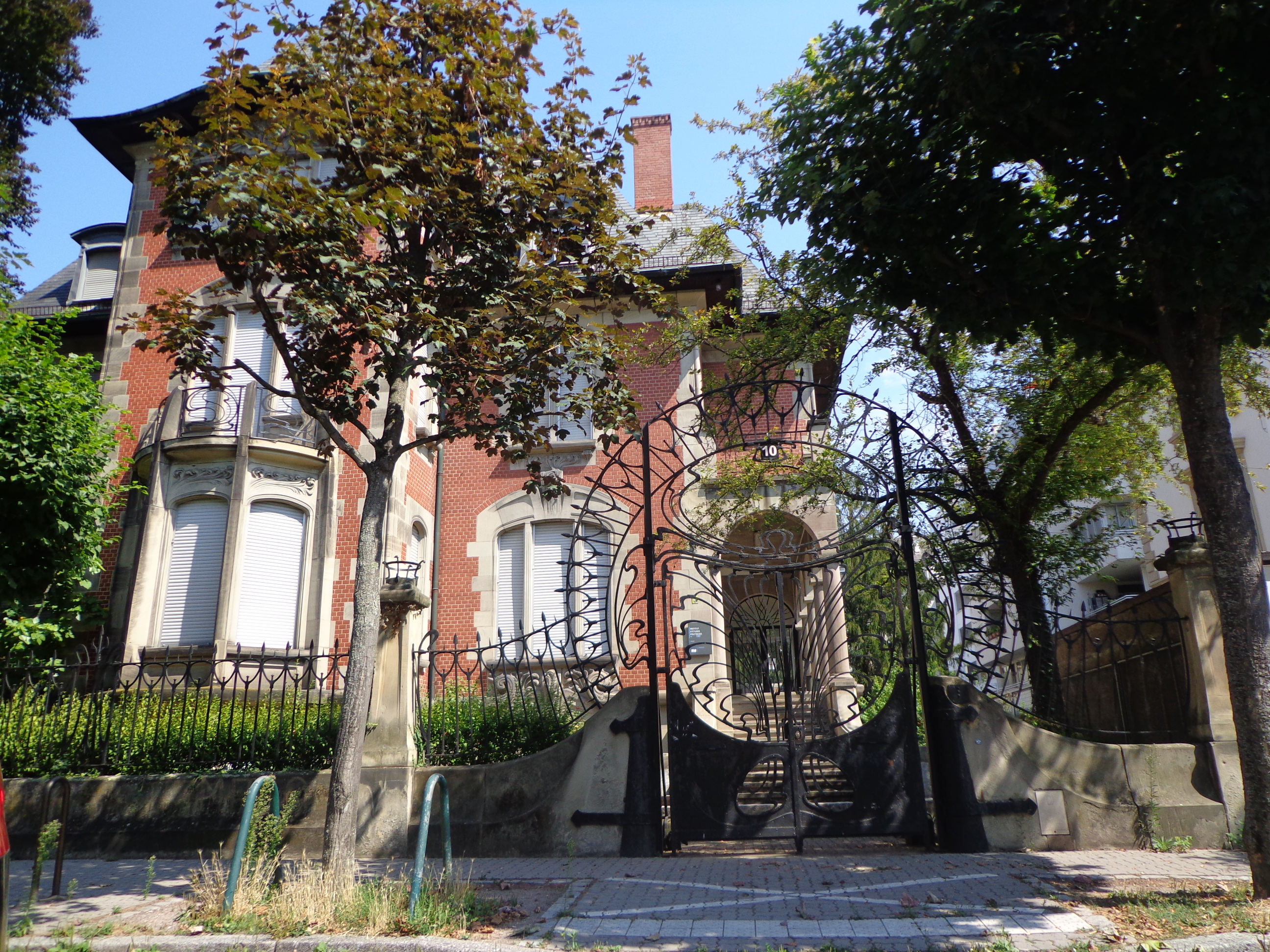
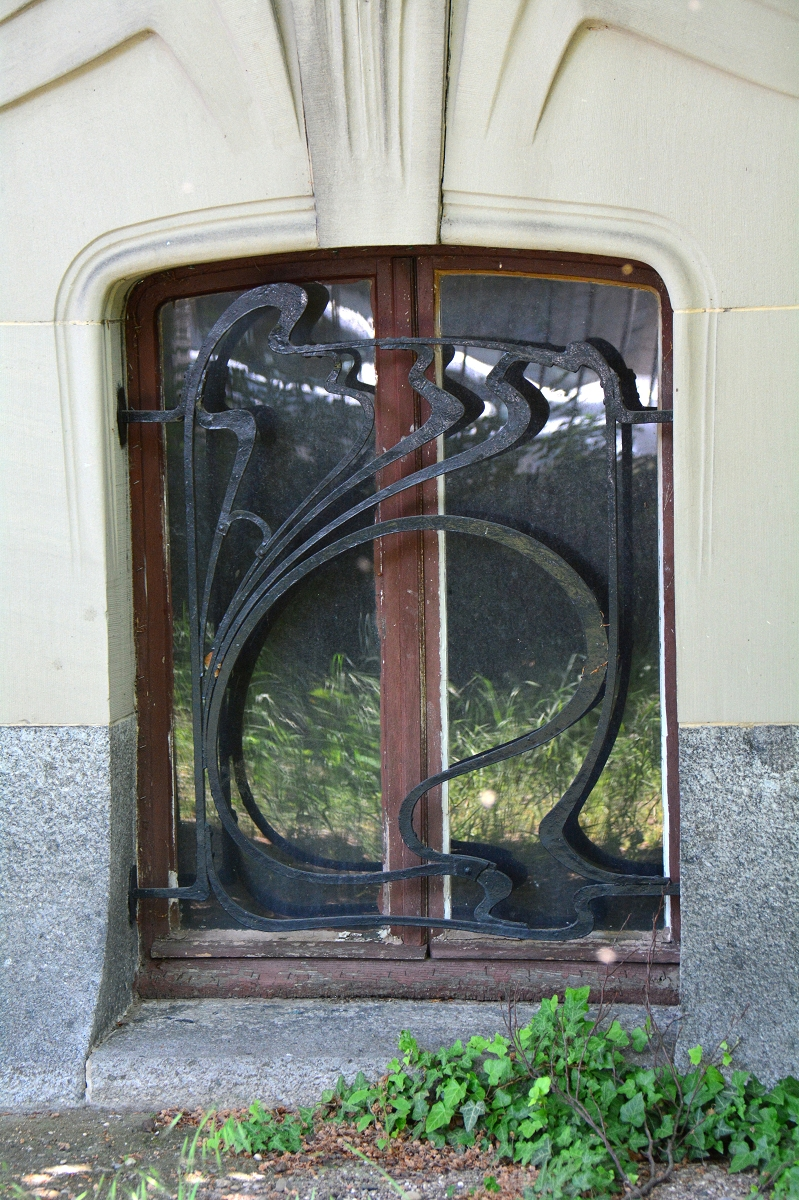
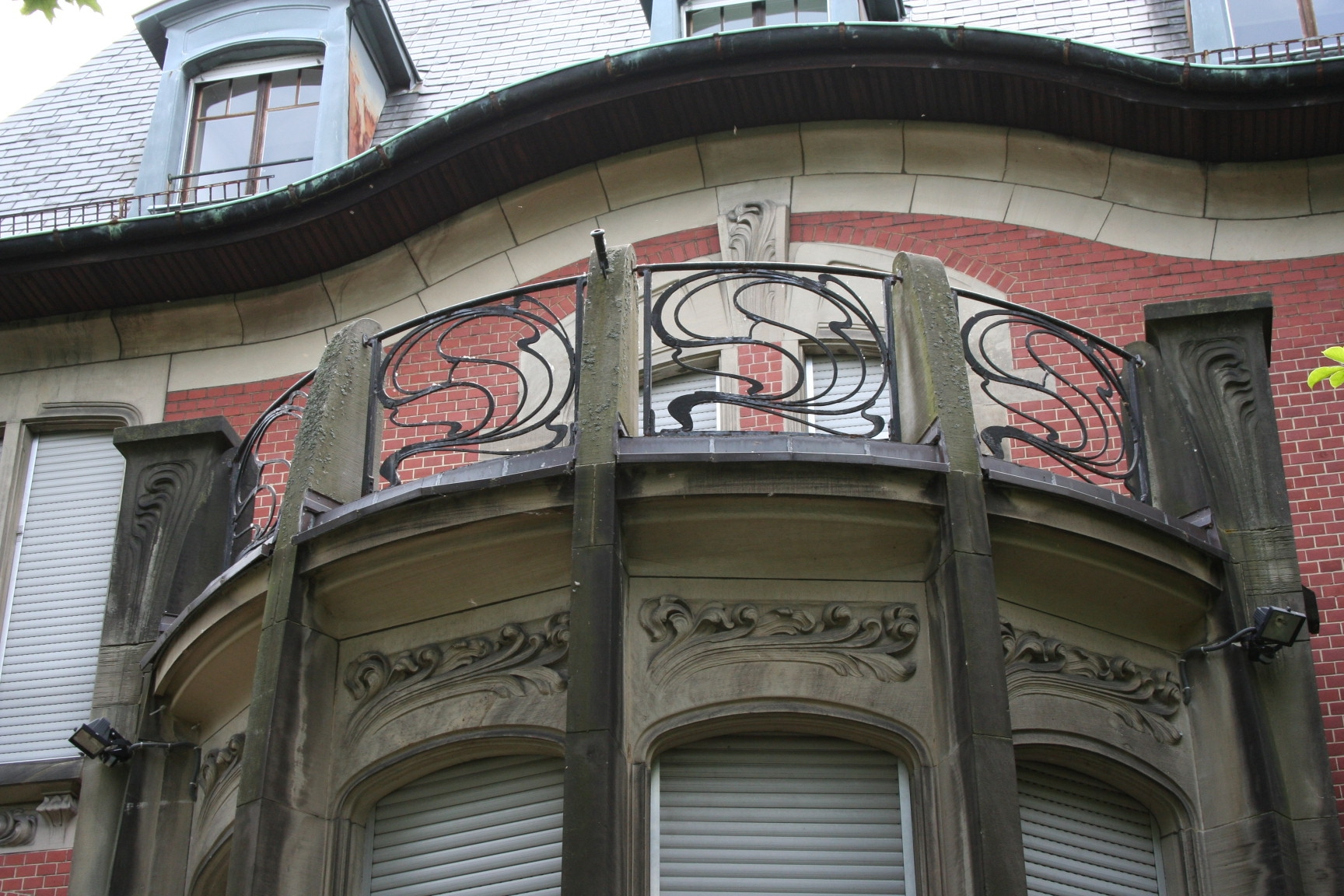
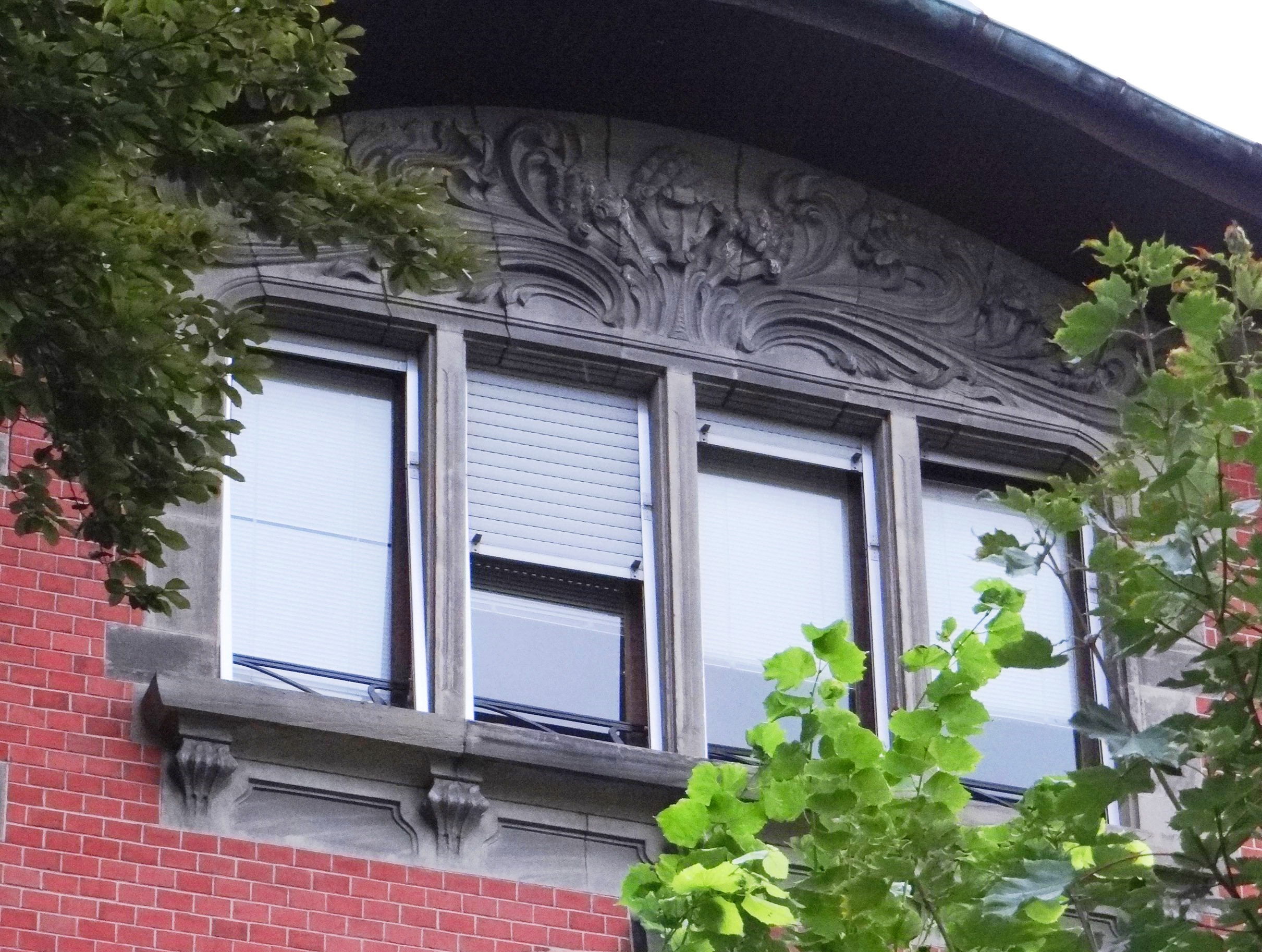
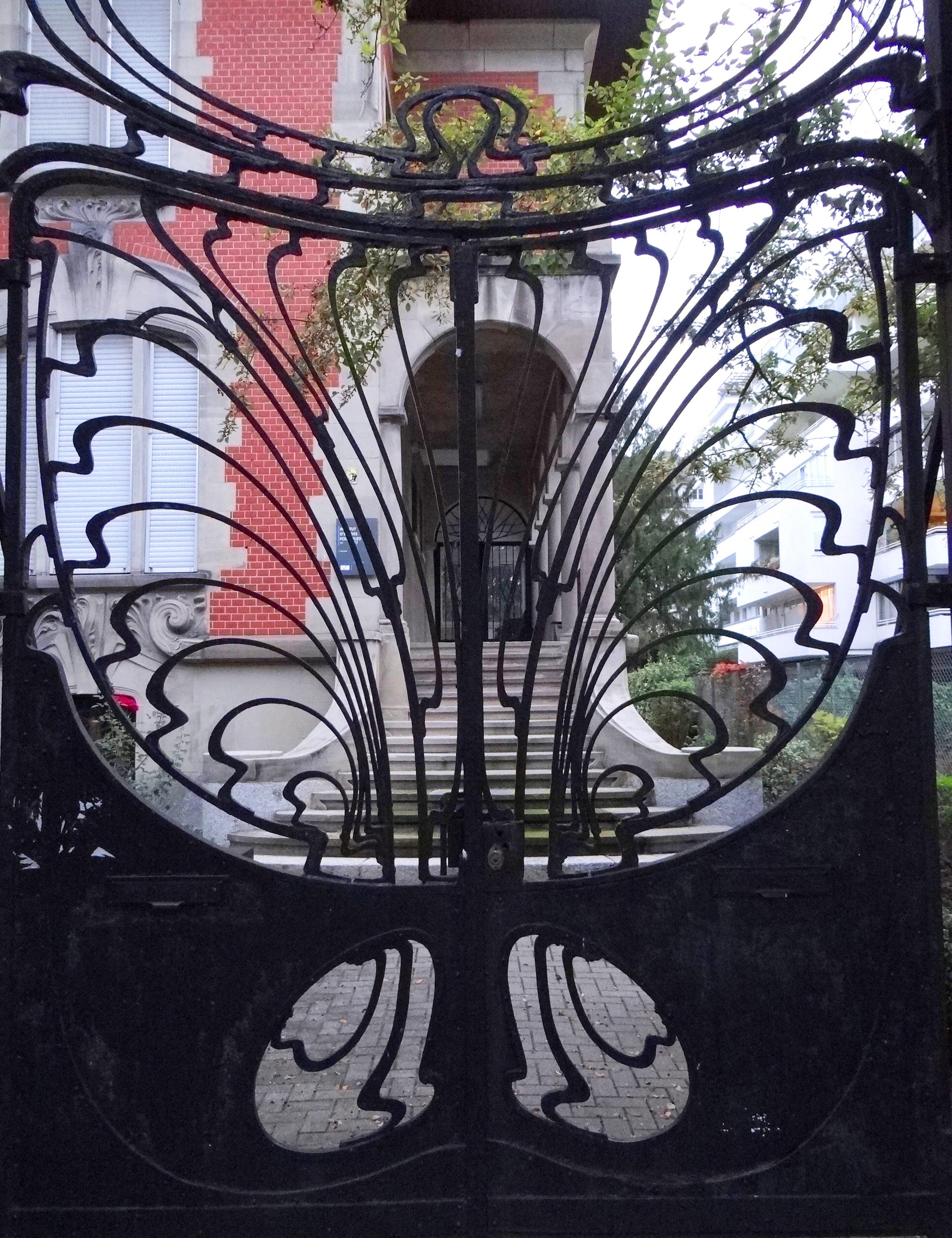
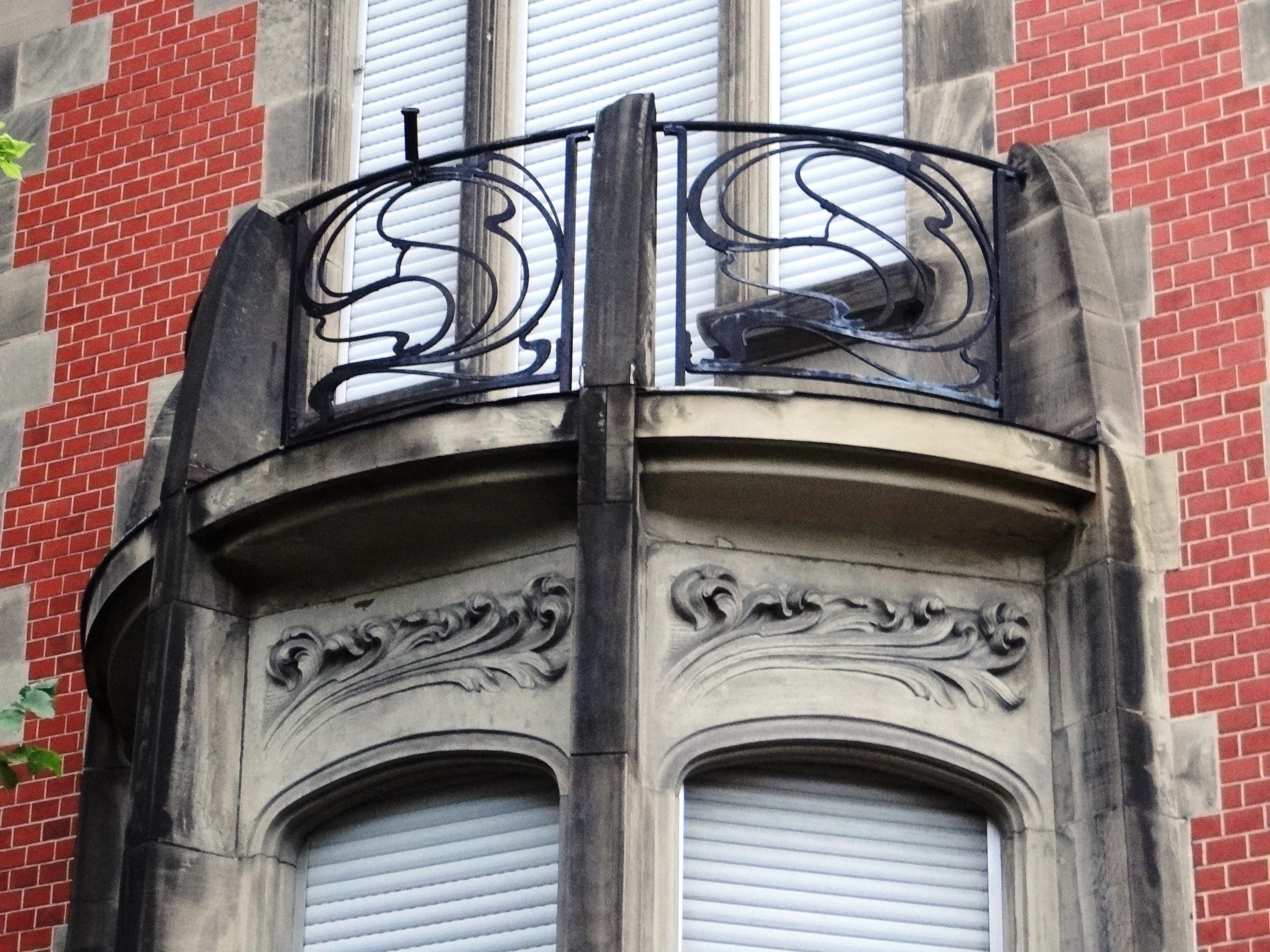